# Träne socken
Träne socken i Skåne ingick i Gärds härad, uppgick 1967 i Kristianstads stad och området ingår sedan 1971 i Kristianstads kommun och motsvarar från 2016 Träne distrikt.
Socknens areal är 45,25 kvadratkilometer varav 45,00 land. År 2000 fanns här 770 invånare. Tätorten Ovesholm med Ovesholms slott samt kyrkbyn Träne med sockenkyrkan Träne kyrka ligger i socknen.

## Administrativ historik
Socknen har medeltida ursprung. 
Vid kommunreformen 1862 övergick socknens ansvar för de kyrkliga frågorna till Träne församling och för de borgerliga frågorna bildades Träne landskommun. Landskommunen utökades 1952 i och uppgick 1967 i Kristianstads stad som 1971 ombildades till Kristianstads kommun. Församlingen uppgick 2002 i Träne-Djurröds församling.
1 januari 2016 inrättades distriktet Träne, med samma omfattning som församlingen hade 1999/2000.  
Socknen har tillhört län, fögderier, tingslag och domsagor enligt vad som beskrivs i artikeln Gärds härad. De indelta soldaterna tillhörde Norra skånska infanteriregementet, Gärds kompani och Skånska dragonregementet, Livskvadron, Majorns kompani.

## Geografi
Träne socken ligger väster om Kristianstad. Socknen är en odlad slättbygd med skogsbygd i norr och väster.
I socken finns byarna Bröd, Bassköp, Ovesholm, Klårröd, Träne, Venestad och Körning.

## Fornlämningar
Drygt 20 boplatser från stenåldern är funna. Från bronsåldern finns gravhögar, gravrösen, skärvstenshögar och skålgropsförekomster. Från järnåldern finns spridda stensättningar.

## Namnet
Namnet skrevs 1347 Tränä och kommer från kyrkbyn. Namnets tolkning är oklar..